# Tatiana Iessenina
Tatiana Iessenina   (Moscou, 11 de juny de 1918 - Taixkent, 5 de maig de 1992), nom complet amb patronímic Tatiana Serguéievna Iessenina, rus: Татьяна Серге́евна Есенина, fou una escriptora russa i la filla del poeta Serguei Iessenin i la seva segona esposa Zinaida Raikh.

## Biografia
Va néixer l'11 de juny de 1918 a Oriol, i es va criar a Moscou. Durant la Gran Guerra Patriòtica, fou evacuada amb el seu marit i el seu fill a l'Uzbekistan, on, a petició d'Aleksei Nikolàievitx Tolstoi, ella i la seva família van rebre una petita habitació de la casa-caserna. Va viure a Taixkent durant mig segle, treballant com a corresponsal del diari "Pravda Vóstoka" rus: Правда Востока.Va publicar un llibre de memòries de S. Iessenin, Z. Raikh i V. Meierhold. La novel·la de Tatiana Jenià, la meravella del segle XX, rus: Женя — чудо ХХ века, va ser l'única obra de ficció que va publicar en vida, tot i que va deixar altres obres en manuscrit a la seva mort.